# Jüdischer Friedhof (Bad Buchau)

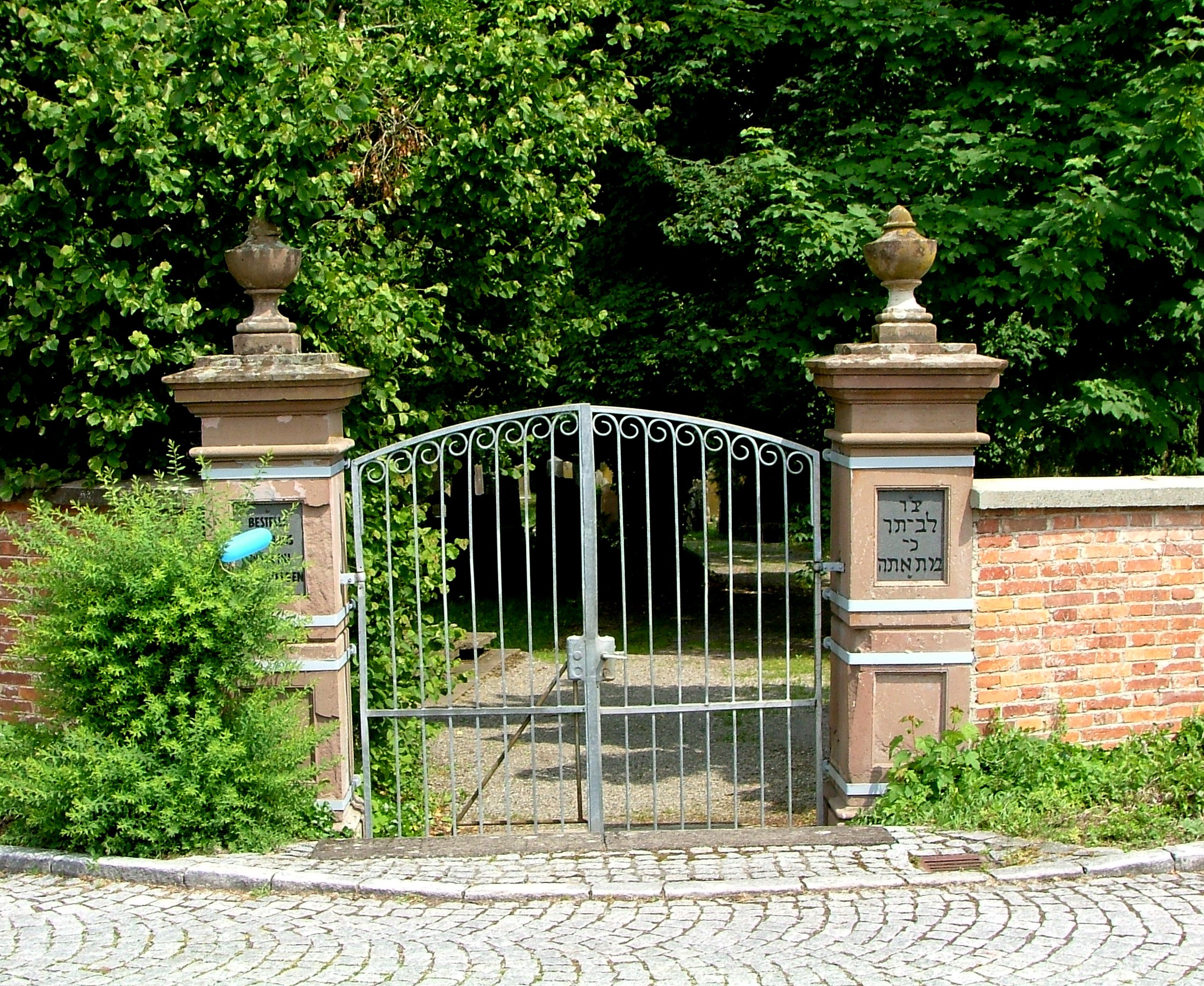
Eingang zum jüdischen Friedhof in Bad Buchau

Der Jüdische Friedhof in Bad Buchau, einem Kurort im baden-württembergischen Landkreis Biberach in Oberschwaben, ist ein geschütztes Kulturdenkmal.

## Geschichte

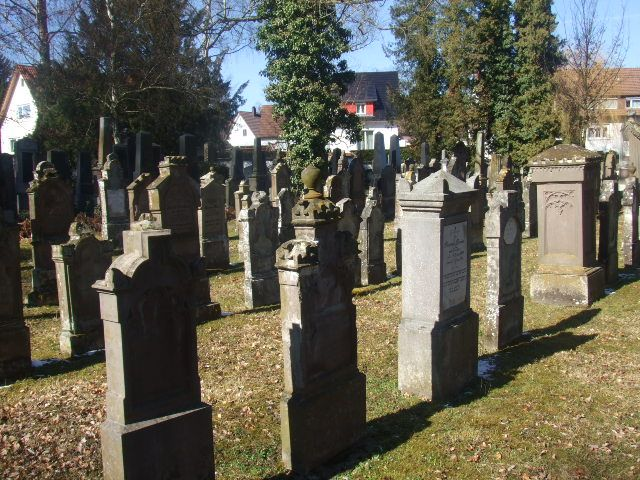
Gräber

Bevor der jüdische Friedhof 1659 in Buchau angelegt wurde, bestattete die jüdische Gemeinde Buchau ihre Toten auf dem jüdischen Friedhof in Kappel.
Die seit dem Mittelalter bestehende jüdische Gemeinde Buchau besaß einen Friedhof an der alten Saulgauer Straße. 1659 wurde zusammen mit den Juden aus Aulendorf und Mittelbiberach ein neuer Friedhof auf der Flur Buchauer Insel angelegt, der eine Fläche von 66,98 Ar besitzt. Im 18. Jahrhundert wurden wegen Platzmangels im südöstlichen Teil die Gräber dreifach übereinander angelegt, was am deutlich überhöhten Gelände sichtbar ist. Die jüdischen Bewohner von Leutkirch, Ravensburg, Riedlingen, Wangen im Allgäu und anderen Orten wurden auch hier bestattet. Heute sind noch 825 Grabsteine (Mazewot) vorhanden und die bisher letzte Bestattung fand 2003 statt. Das zwischenzeitlich renovierte Taharahaus ist ebenfalls noch vorhanden. 99 Personen mit dem Namen Einstein, zu deren Verwandtschaft auch der Physiker und Nobelpreisträger Albert Einstein zählte, sind hier bestattet. So unter anderen auch der letzte Jude Buchaus, Siegbert Einstein, der das KZ Theresienstadt überlebt hatte und nach dem Zweiten Weltkrieg zeitweise zweiter Bürgermeister der Stadt Buchau war. Siegberts Großvater Samuel R. Einstein war der Bruder Abraham R. Einsteins, dem Großvater Albert Einsteins.
Nach der Zerstörung der Synagoge Buchau sollten auch alle Grabsteine abgebaut und ins Moor geworfen werden. Man begann mit den älteren Grabsteinen. Der Grabstein des Rabbiners Maier Wolf (Rabbiner in Buchau 1785–1808) wurde 1971 in Teilen auf einer Erddeponie wiedergefunden und als Nr. 826 wieder auf dem Friedhof aufgestellt.
Im Jahr 1990 wurde auf dem Friedhof ein Mahnmal mit den Namen der ermordeten jüdischen Bürger aus Buchau aufgestellt. Die Heimatforscherin Charlotte Mayenberger erfasste sämtliche Daten der Grabsteine, katalogisierte sie und nutzte sie im Rahmen ihrer Forschungen zur Ortsgeschichte und zum Schicksal jüdischer Bürger in Buchau. Wichtiges Ergebnis ihrer genealogischen Untersuchungen ist der „Buchauer Stammbaum“, in dem die biografischen Daten von über 8000 jüdischen Bürgern Buchaus zusammengefasst sind.